# Neoomeia sphyrnae
Neoomeia sphyrnae ist eine Spulwurmart und einzige Vertreterin der Gattung Neoomeia. Sie ist ein Parasit im Magen beim Bogenstirn-Hammerhai (Sphyrna lewini).

## Merkmale
Neoomeia hat eine dreieckige Mundöffnung, die von sechs kleinen Lippen umgeben ist. In die Basis der Mundhöhle ragen vom Ösophagus zwei obere und zwei unten-seitliche Zähne. Die Mundöffnung ist von den beiden Amphiden, vier submedianen Doppelpapillen und jeweils einer rücken- und bauchseitigen Doppelpapille umgeben, die einen äußeren Kranz bilden. Der Ösophagus ist in einen Muskel- und einen Drüsenteil gegliedert, ein Blinddarm ist vorhanden. Männchen haben einen spitzen Schwanz, keine Kaudalflügel, aber 58 bis 62 Papillenpaare. Darüber hinaus gibt es direkt hinter der Kloake drei U-förmige chitinöse Strukturen, die seitlich mit einer Reihe von Zähnen ausgestattet sind. Die Spicula sind gleich, ein Gubernaculum vorhanden. Weibchen haben einen spitzen Schwanz und Kaudalflügel. Die Vulva liegt in der vorderen Körperhälfte.
Männchen von Neoomeia sphyrnae sind 20,8 bis 31,9 mm lang und etwa 0,5 mm dick. Von den Kaudalpapillen liegen 43 bis 59 Paare vor der Kloake, drei neben ihr und vier dahinter. Zudem gibt es zwei Paare an der Schwanzspitze. Die Spicula sind 0,91 bis 0,947 mm lang, das Gubernaculum 0,276 mm.
Das einzige in der Erstbeschreibung verfügbare Weibchen von Neoomeia sphyrnae war 30,25 mm lang und 0,622 mm dick. Die Eier sind 20–31 × 40–45 µm groß.